# YUH-61
波音 YUH-61是一款由波音旋翼機系統為美國陸軍通用戰術運輸機系統(UTTAS) 開發的一款中型通用直升機。其目的是取代日益老舊的UH-1直升機，然最終輸給了UH-60黑鷹直升機。

## 發展
根據1972年8月授予的合同，波音將需要設計並交付三架原型機。當波音在競爭陸軍訂單失敗時，它將希望寄託轉向海軍和民用市場。 最終，塞考斯基設計的SH-60B贏得了海軍合同，而民用市場則無訂單。
YUH-61共建造了3架，另外兩架被取消且未完工。而波音也曾提出以YUH-61動力系統為基礎的攻擊直升機設計，並參與先進攻擊直升機系統，但其方案沒有獲選（競爭者為貝爾的YAH-63和休斯飛機公司的YAH-64）。 波音 Vertol AAH設計的獨特之處在於，機組人員採用橫向交錯串聯配置座位。
3架中的2架 (73-21656和73-21658) 如今保存在位於阿拉巴馬州魯克爾堡的美國陸軍航空博物館。

### 設計
為了滿足UTTAS提高可靠性、生存能力和降低維護成本的要求，YUH-61採用了諸多全新設計，如具有改進性能的雙渦輪軸發動機以及模組化設計（降低維護成本）等功能；空運行的變速箱；具有防彈性能和系統冗餘的電子系統（液壓、電氣和飛行控制）；防撞座椅；雙級油壓主起落架；防彈、耐撞的機體；更安靜、更堅固的主旋翼和尾旋翼系統；以及防彈防撞的燃油系統。
由於要能裝進C-130，其高度和長度受到一定的限制。 這也導致其主旋翼在非常靠近機艙頂部的位置。
西科斯基選擇了帶有彈性軸承的全鉸接旋翼頭，而波音選擇了剛性主旋翼設計，該設計基於當時與波音 Vertol合作的梅塞施密特-伯爾科-布洛姆(MBB)提供的技術。波音Vertol也選擇使用三輪起落架和推進式尾槳，而不是西科斯基選擇的尾輪配置和傾斜牽引機尾槳，這意味著尾槳產生的升力向量指向垂直安定面。

## 型號
- Model 237:YUH-61的海軍版本，用於美國海軍的LAMPS II competition（艦載多用途直升機），最終輸給了西科斯基SH-60海鷹直升機，沒有建造過
- Model 179:民用版設計，可乘載14-20名乘客，共造1架

## 外部連結
- UTTAS program （页面存档备份，存于）—YUH-61 origins